# 英皇集團中心

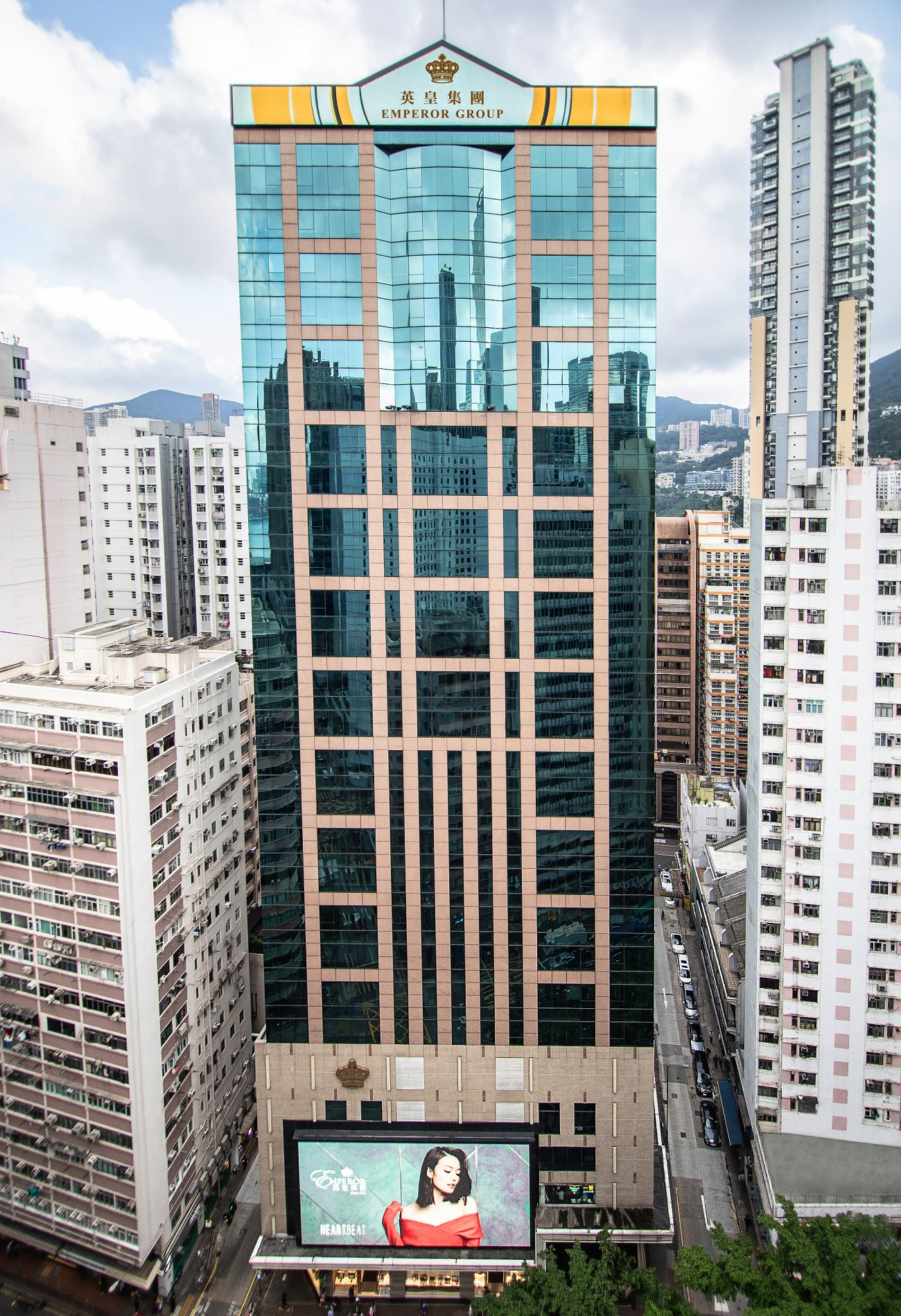
英皇集團中心

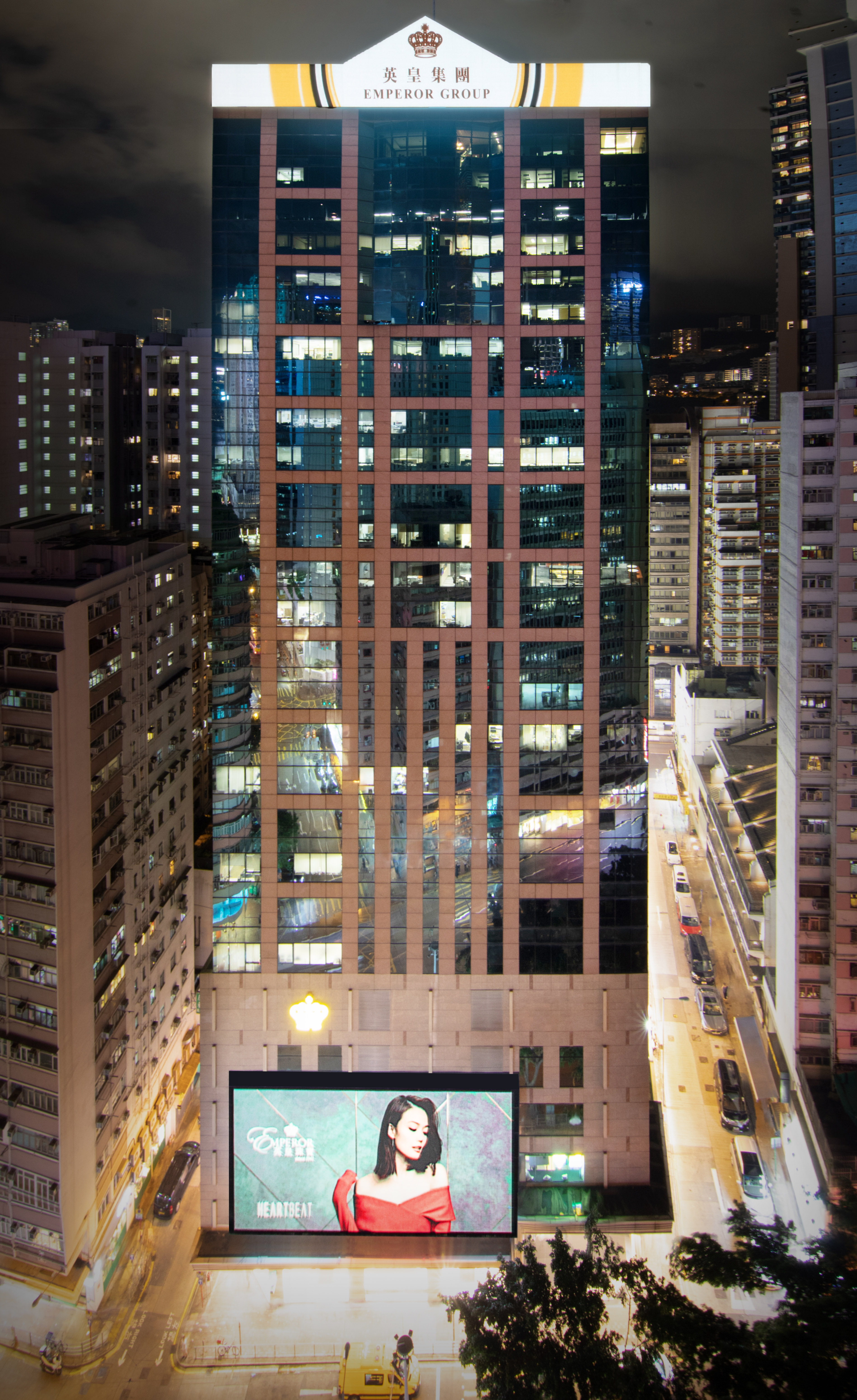
英皇集團中心夜景

英皇集團中心（英語：Emperor Group Centre）是香港一座辦公大樓及商場，1994年啟用，位於香港島灣仔區軒尼詩道288號，灣仔德士古油站對面，是英皇集團的總部。
大廈週邊是娛樂場所、喜萬年酒樓、卡拉OK店、鐘錶行等。大樓為甲級寫字樓，當中租戶有上市公司等。

## 圖片

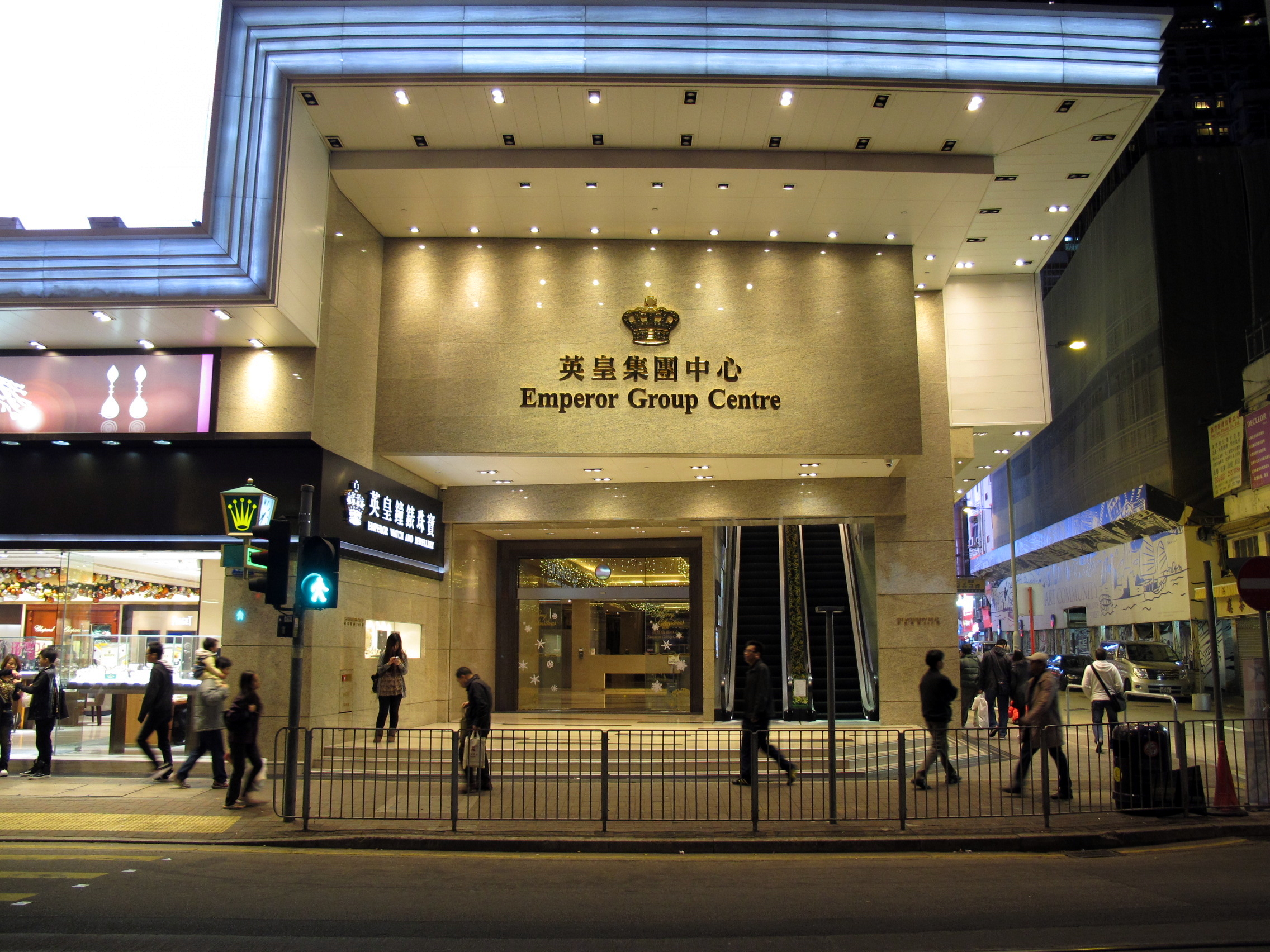
入口大堂
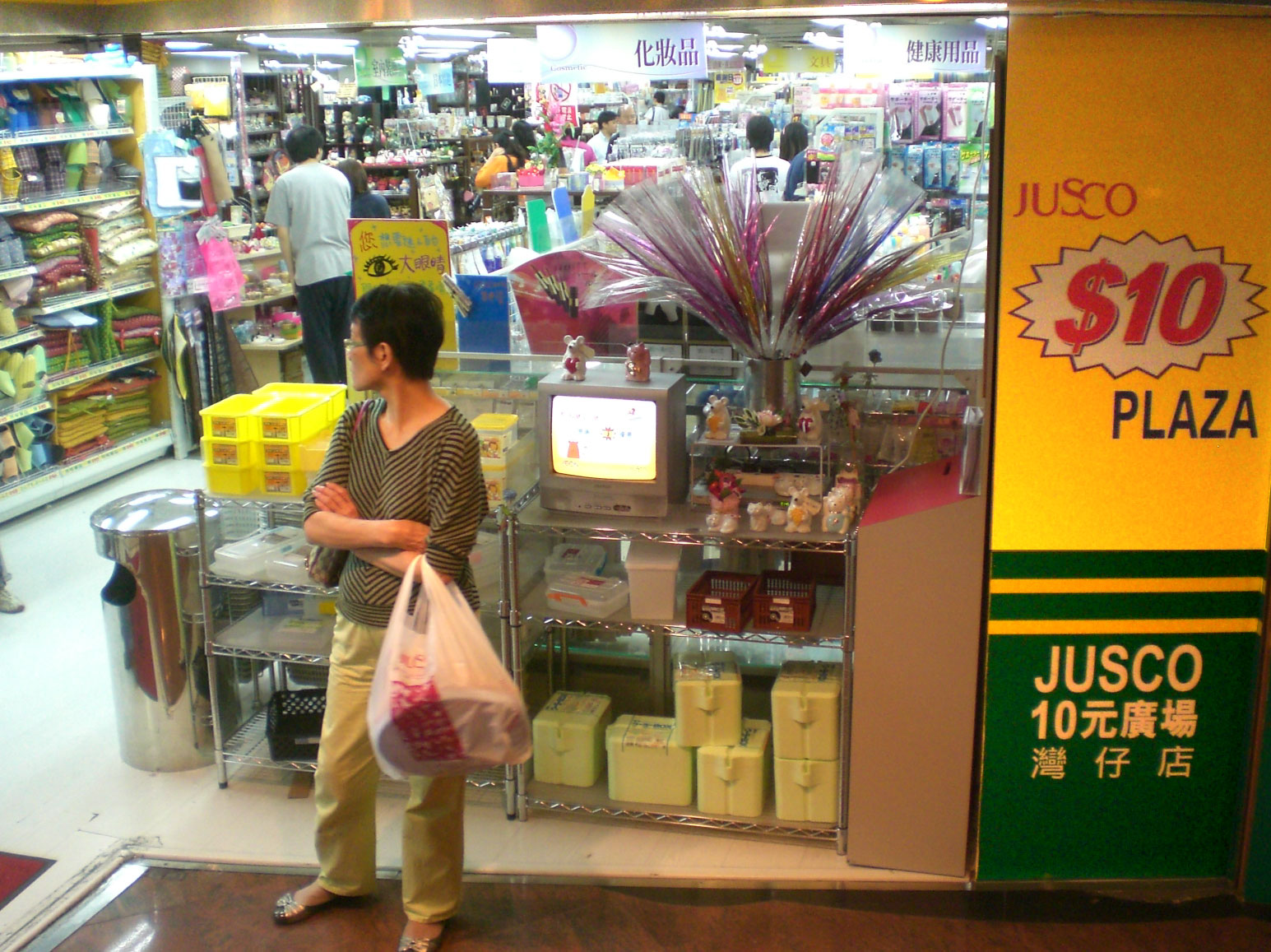
地庫商場

## 鄰近
- 譚臣道
- 茂蘿街7號
- 298電腦特區
- 軒尼詩道官立小學

## 外部連結
- 英皇集團中心地圖
- 英皇集團 （页面存档备份，存于）